# Garrett Backstrom
Garrett Backstrom, né le 25 octobre 1995 à Colorado Springs (Colorado), est un acteur américain. Il est notamment connu pour le rôle d'Herman Howards dans le film Hello Herman , aux côtés de Norman Reedus.

## Filmographie

### Cinéma
- 2012 : Trigger Finger : le garçon à la station essence
- 2012 : Hello, Herman : Herman Howards
- 2012 : The Motel Life :  Jerry Lee jeune
- 2014 : Summer Snow : David Benson
- 2019 : Bad Impulse : Trevor

### Télévision
- 2011 : Brothers & Sisters : Andrew
- 2012 : Les Bio-Teens : Ethan (2 épisodes)
- 2012 : Jessie : Vincent
- 2014 : Chadley Bales (téléfilm) : Billy
- 2016 : D'amour et d'orchidée (téléfilm) : Ethan Redding
- 2018 : Broken Visions : Pinky (3 épisodes)